# Charbon de Belloc
Pour les articles homonymes, voir Charbon (homonymie) et Belloc (homonymie).
 (décembre 2023).
Si vous disposez d'ouvrages ou d'articles de référence ou si vous connaissez des sites web de qualité traitant du thème abordé ici, merci de compléter l'article en donnant les références utiles à sa vérifiabilité et en les liant à la section « Notes et références ».
Le charbon de Belloc est un adsorbant intestinal à base de charbon végétal ou charbon activé, issu du peuplier noir, destiné à soulager les borborygmes, les flatulences, les diarrhées et constipations.

## Histoire
L'élaboration de cette substance revient au docteur Camille Belloc, médecin en chef des hôpitaux militaires, petit-fils du docteur Jean-Jacques Belloc, et qui fut mis à disposition en pharmacie en 1873.